# Canal Street

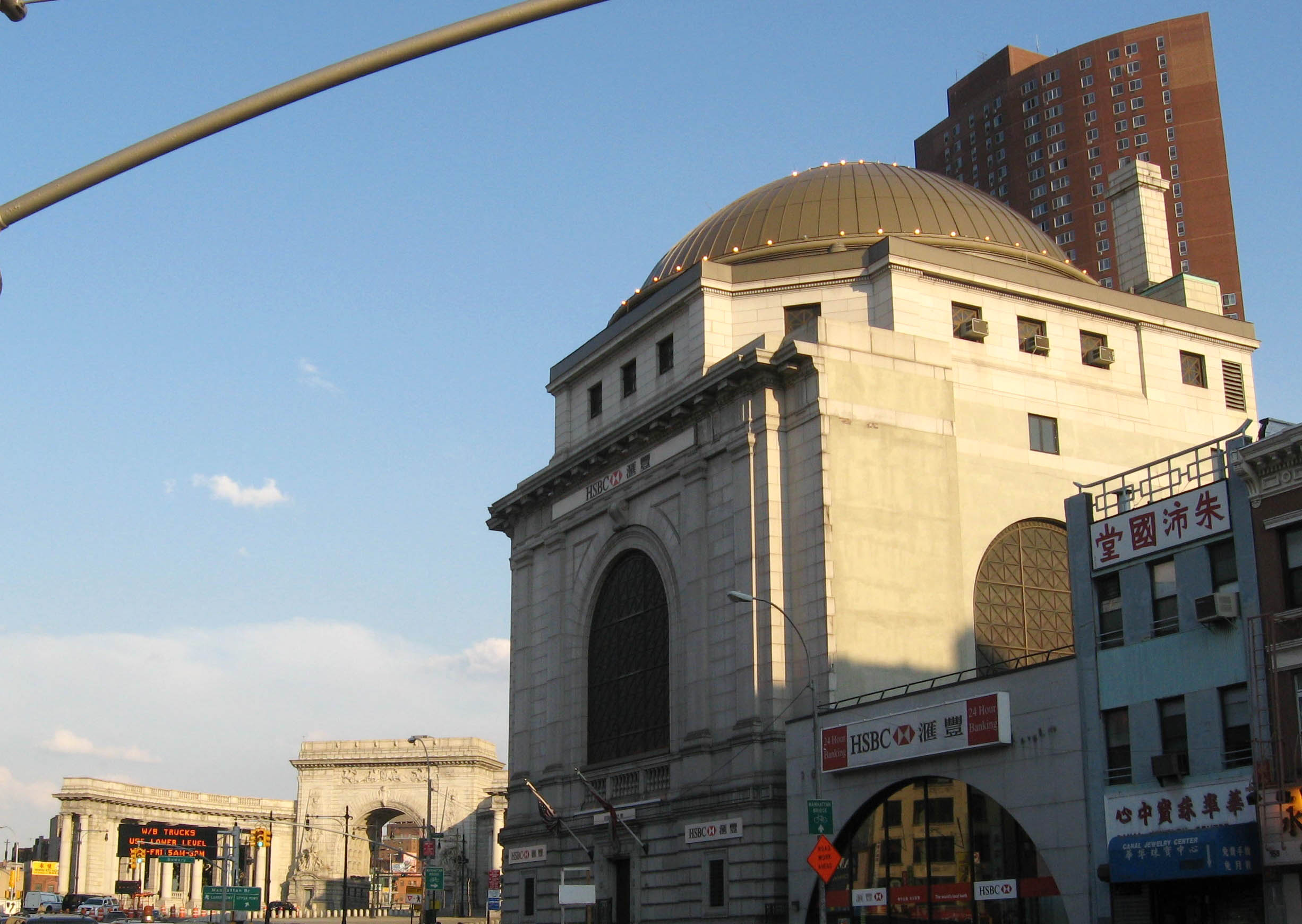
Former Citizens Savings Bank

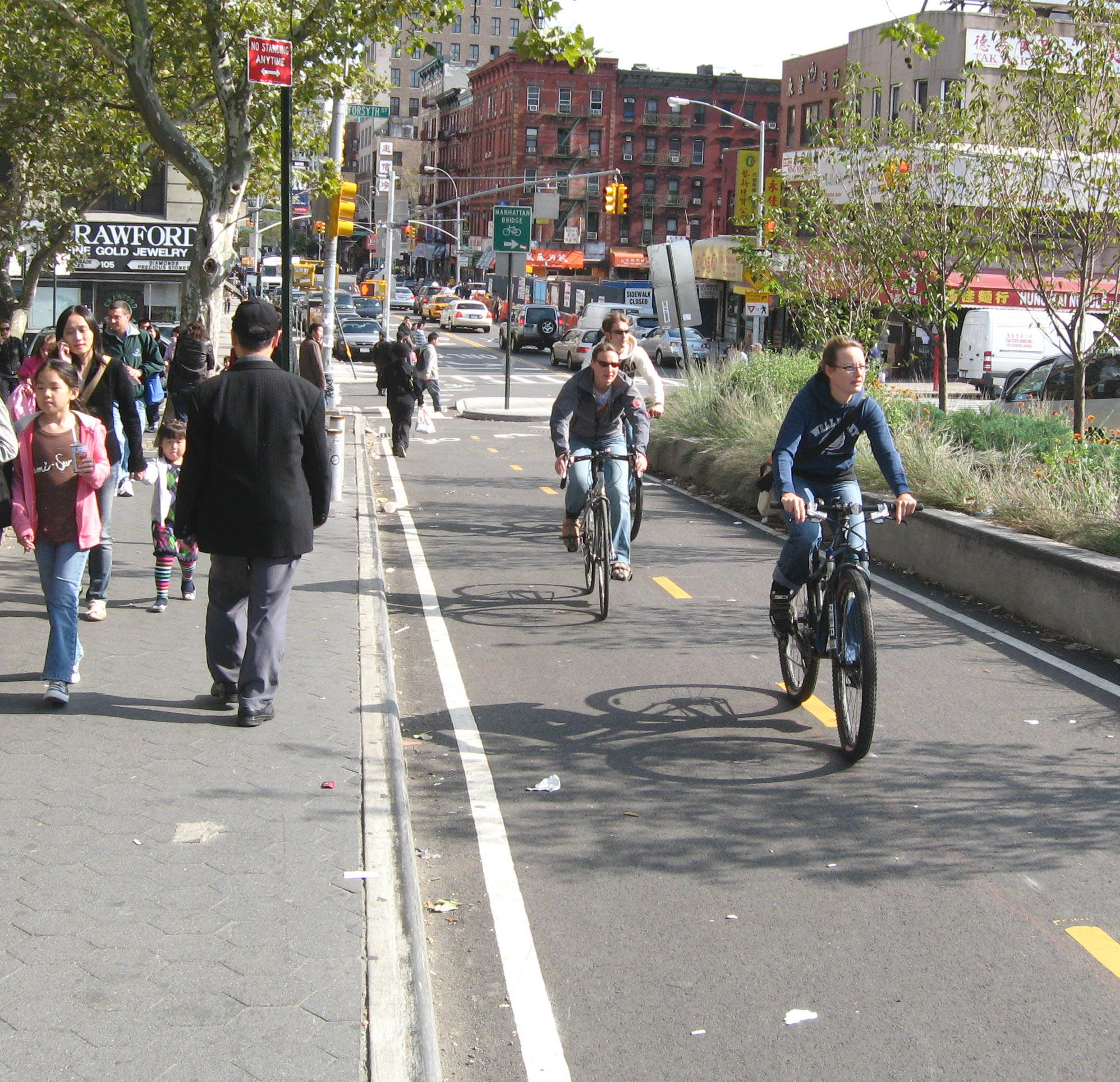
Carril-bici

Canal Street («carrer del canal» en anglès) és un carrer de New York, als Estats Units.

## Localització
Canal Street està situat al sud de l'illa de Manhattan, que travessa integralment en direcció Nord-oest - Sud-est. Comença a l'oest a l'altura del Hudson River i de l'Holland Tunnel (que connecta l'illa amb Nova Jersey) i s'acaba a l'est quan troba Broadway.
Canal Street és una de les artèries principals de Chinatown i separa aquest barri de Little Italy. És també la frontera nord del barri Tribeca i la frontera sud del barri de SoHo.

## Històric
Canal Street pren el seu nom d'un canal que va ser cavat al començament del segle xix per tal de fer el drenatge de Collect Pond - una bassa insalubra - al riu Hudson. La bassa va ser omplerta el 1811 i Canal Street va ser acabat el 1820 seguint el trajecte que prenia el canal. La desaparició de Collect Pond va transformar de fet els voltants en aiguamolls, les nombroses fonts de la zona no van ser drenades. Els edificis construïts al llarg de Canal Pond es van degradar ràpidament i les condicions de vida de la banda oriental del carrer es van esfondrar, provocant la seva inclusió al barri de barraques dels Five Points.
Actualment, Canal Street és una zona comercial vibrant, plena de botigues de lloguers baixos i de venedors de carrer a l'oest i de bancs i de joieries a l'est.